# 40-ва окрема бригада морської піхоти (РФ)
40-ва окрема гвардійська Краснодарсько-Харбінська двічі Червонопрапорна бригада морської піхоти (40 ОБрМП, в/ч 10103) — з'єднання морської піхоти Тихоокеанського флоту Збройних сил Росії. Пункт постійної дислокації — селище Долинівка, місто Петропавловськ-Камчатський Камчатського краю, на території Східного військового округу.
У 2022 році бригада брала участь у повномасштабному вторгненні Росії до України.

## Історія
Після розпаду СРСР у 1992 році 22-га мотострілецька дивізія Радянської армії перейшла до складу Збройних сил Російської Федерації.
1 червня 2002 дивізія переформована на 40-ву окрему мотострілецьку бригаду й передана до Тихоокеанського флоту.
Указом Президента РФ від 6 серпня 2007 року мотострілецька бригада була переформована на 40-ву окрему бригаду морської піхоти.
1 грудня 2009 року переформована на 3-й окремий полк морської піхоти.
У 2013 році сталася переорганізація частини — полк знову став 40-ю окремою бригадою морської піхоти.

### Російсько-українська війна
Бригада брала участь у вторгненні Росії в Україну 2022 року.
25 лютого бронетанковий підрозділ бригади штурмував місто Гостомель, але опинився в оточенні українських сил і морпіхам довелося з боями прориватися до своїх.
19 березня 2022 року Генштаб ЗСУ повідомив, що на територію Білорусі були перекинуті окремі підрозділи 40-ї окремої бригади морської піхоти та 155-ї окремої бригади морської піхоти (Владивосток) для поповнення втрат угруповання Східного військового округу.
На початку квітня одна батальйонна тактична група з 40-ї та одна — з 336-ї бригад морської піхоти були задіяні в ході битви за Маріуполь для заміни 810-ї бригади морської піхоти, вже серйозно виснаженої міськими боями.
12 серпня український журналіст Роман Цимбалюк написав, що 40-ва бригада втратила загиблими «не менше 400 військовослужбовців».
Взимку 2023 року 40 ОБрМП разом із 155-ю бригадою морської піхоти штурмувала позиції 72-ї бригади ЗСУ під Вугледаром. За заявою українських військових, під Вугледаром сталася «найбільша танкова битва війни». Під час боїв 72-га бригада утримала місто і завдала обом російським бригадам важких втрат. Лише візуально підтверджені втрати російської бронетехніки (танків, БМП та БТР) склали 130 одиниць.

## Склад

### 2017
- управління;
- окремий батальйон морської піхоти (селище Словник);
- окремий десантно-штурмовий батальйон;
- окремий самохідний артилерійський дивізіон;
- танкова рота[9]
- реактивна батарея;
- зенітний ракетно-артилерійський дивізіон;
- розвідувально-десантна рота;
- рота зв'язку;
- батальйон матеріально забезпечення;
- інженерно-десантна рота;
- вогнеметна рота;
- ремонтна рота;
- рота десантно-висадочних засобів;
- батарея ПТКР;
- взвод РХБ захисту;
- взвод управління начальника артилерії;
- комендантський взвод.[10]

### 2021 рік
- управління;
- окремий батальйон морскої піхоти;
- окремий десантно-штурмовий батальйон;
- окремий самохідний артилерійський дивізіон;
- зенітный ракетно-артилерийский дивізіон;
- развідувальний батальйон;
- батальон матеріального забезпечення;
- танкова рота;
- реактивна батарея;
- батарея ПТУР;
- стрілецька рота (снайперська);
- рота зв'язку;
- інженерно-десантна рота;
- вогнеметна рота;
- ремонтна рота;
- рота РЕБ;
- медична рота;
- рота десантно-висадочних засобів;
- взвод РХБЗ;
- взвод управління начальника артилерії;
- комендантский взвод;
- взвод воєнної поліції.

## Командування
- (з вересня 2017) полковник Петух Дмитро Іванович[11]

## Втрати
На червень 2023 року відомо 82 імен загиблих військовослужбовців 40 ОБрМП під час вторгнення в Україну.
На 4 жовтня 2024 року вдалося встановити імена щонайменш 72 загиблих російських військових в ході боїв за Вугледар.